# Sjećanje na Žarka Kaića: Pucanj u istinu
Sjećanje na Žarka Kaića: Pucanj u istinu  je dokumentarni film koji govori o tome kako je velikosrpski agresor ubio snimatelja Hrvatske radiotelevizije Žarka Kaića.
Pripadnici velikosrpske JNA pucali su na nenaoružanog snimatelja HRT-a 28. kolovoza 1991. u osječkom naselju Brijest. Kaić je poginuo. Njegova je smrt, uz prethodnu smrt hrvatskog televizijskog snimatelja Gordana Lederera kojeg je agresorska JNA također ubila na novinarskoj, odnosno snimateljskoj zadaći, cijelom svijetu rasvijetlila koliko je velikosrpski agresor pun mržnje prema istini o Hrvatskoj i hrvatskoj borbi za slobodu i neovisnost.
Premda je Kaić radio puna dva desetljeća i snimio mnoštvo sjajnih emisija, njegov se život ne dade svesti samo na jedan pucanj, premda je to bio pucanj u istinu.